# Gregor Hoop
Gregor Hoop (* 22. Mai 1964; † 27. August 1990) war ein liechtensteinischer Skirennläufer.

## Biografie
Hoop startete im Alter von 18 Jahren bei den Weltmeisterschaften 1987 in Bormio und konnte in der Alpinen Kombination den 16. Rang erreichen. Bei den Olympischen Winterspielen 1988 war Hoop Teil der Olympiamannschaft von Liechtenstein. Im Abfahrtsrennen belegte er den 38. und in der Alpinen Kombination den 14. Rang. Im Slalom schied er im ersten Lauf aus. Ein Jahr später bei den Weltmeisterschaften 1989 in Vail konnte er mit Rang 19 sein Resultat bestätigen. Nach dieser Saison beendete Hoop seine Karriere als Skirennläufer. Im August 1990 verstarb er im Alter von 23 Jahren bei einem Verkehrsunfall.